# Naturschutzgebiet Abtshagen
Koordinaten: 54° 12′ 15″ N, 13° 0′ 7,7″ O

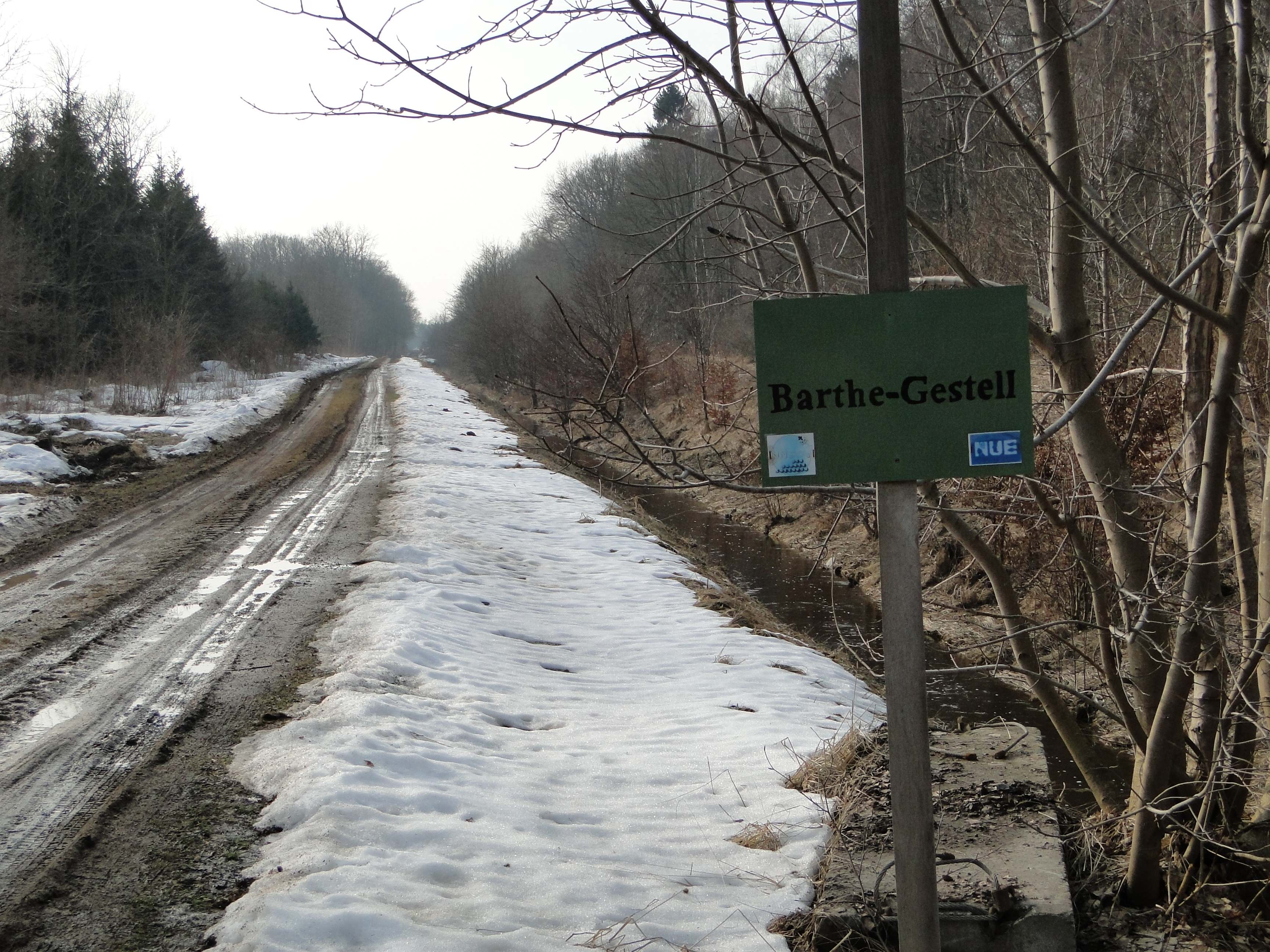
Südgrenze: Barthe-Gestell

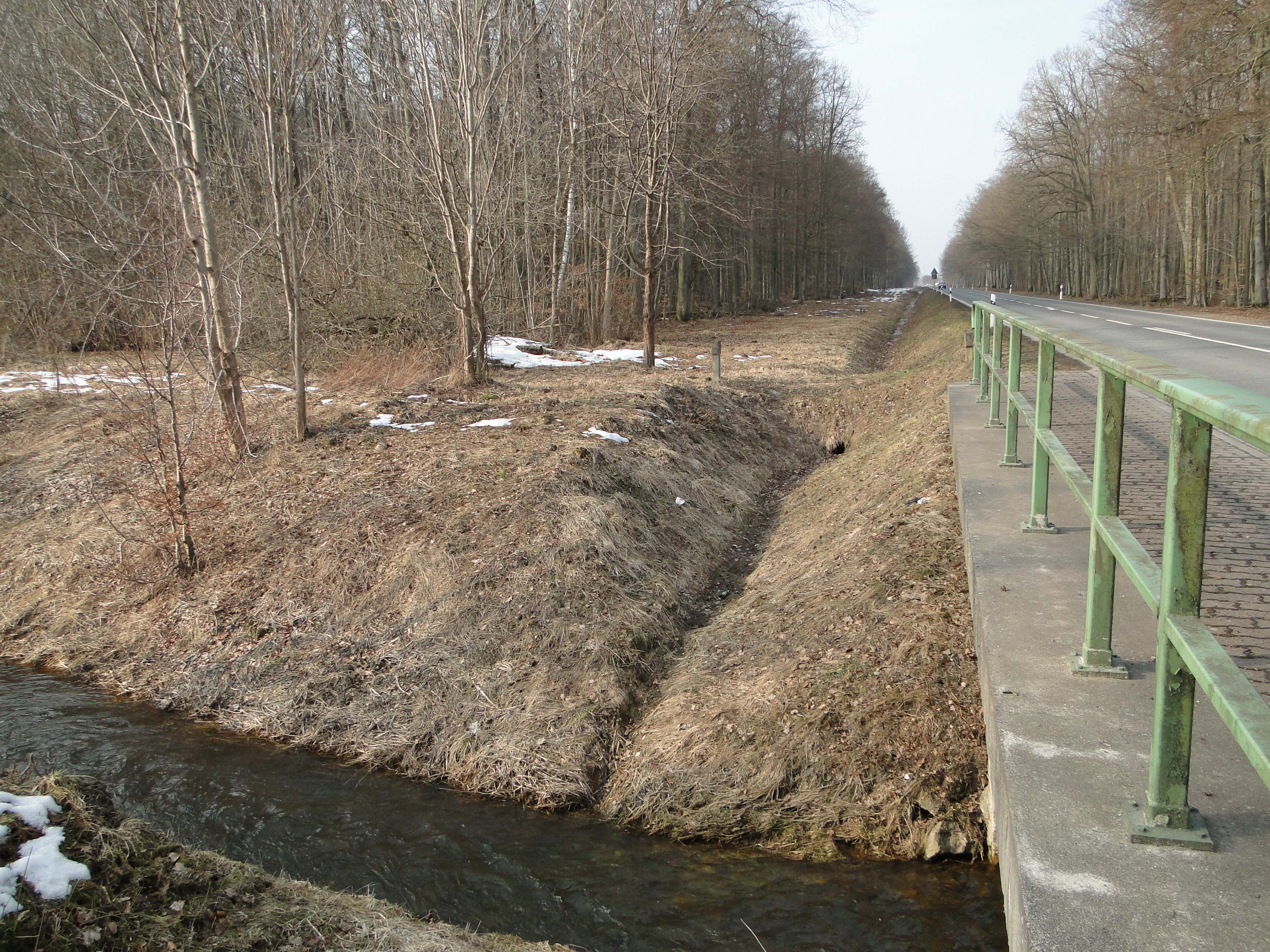
Bundesstraße durch das NSG

Das Naturschutzgebiet Abtshagen ist ein 247 Hektar großes Naturschutzgebiet in Mecklenburg-Vorpommern, zehn Kilometer südlich von Stralsund.
Der namensgebende Ort Abtshagen befindet sich einen Kilometer südöstlich. Die Unterschutzstellung erfolgte am 12. Dezember 1971 mit einer Erweiterung im Jahr 1972. Das Schutzgebiet umfasst ein mit alten Bäumen bestandenes Waldgebiet, welches durch die Bundesstraße 194 geteilt wird.
Der aktuelle Gebietszustand wird als unbefriedigend eingeschätzt. Ein Grabennetz entwässert die Flächen in Richtung Barthe und gepflanzte Nadelhölzer hemmen die natürliche Entwicklung. Das Gebiet ist auf öffentlichen Wegen betretbar.

## Geschichte
Das Schutzgebiet liegt eingebettet in eine flache Grundmoränenlandschaft. Der Barthegraben bildet die südliche Grenze. Er wurde zur Entwässerung der Flächen im 19. Jahrhundert angelegt. Das Waldgebiet wurde als Mittel- und Niederwald genutzt. Standortfremde Nadelhölzer wurden im 20. Jahrhundert gepflanzt.

## Pflanzen- und Tierwelt
Das Gebiet ist durch verschieden feuchte Standorte geprägt. In höheren Lagen findet sich Buchenwald mit Perlgras, Goldnessel, Schlüsselblume, Sanikel und Scharbockskraut. In feuchteren Lagen wachsen Erle, Esche und Hainbuche. Stattliches Knabenkraut und Großes Zweiblatt wurden als Orchideen im Gebiet gefunden. Das Naturschutzgebiet beherbergt seltene Vogelarten, wie Waldwasserläufer, Hohltaube, Kranich, Waldschnepfe und Mittelspecht.